# Discothyris
Discothyris là một chi bướm đêm thuộc họ Crambidae.